# V-weapons
Vũ Khí V
Bài này là về việc sử dụng các vũ khí V trong các chiến dịch quân sự. Cho mô tả của các loại vũ khí cá nhân, xem V-1 quả bom bay, V-2 tên lửa và V-3 pháo. Cho đức khác siêu vũ khí, xem Wunderwaffe.
V-vũ khí, được biết đến trong gốc đức như Vergeltungswaffen (tiếng đức: "trả đũa vũ khí", "trả thù vũ khí"), là một tập hợp các long-range pháo vũ khí được thiết kế cho chiến lược vụ đánh bom trong Thế Chiến II, đặc biệt là đánh bom khủng bố và/hoặc ném bom của thành phố. Họ gồm V-1, một động cơ xung phản lựchỗ trợ tên lửa hành trình, các V-2, một chất lỏng-nhiên liệu tên lửa đạn đạo (thường được gọi là V1 và V2), và các V-3 pháo. Tất cả các loại vũ khí được thiết kế để sử dụng trong một chiến dịch quân sự chống lại Anh, dù chỉ V-1 và V-2 là như vậy được sử dụng trong một chiến dịch tiến hành 1944-5. Sau khi đánh chiếm châu Âu của các đồng Minh, những vũ khí này, cũng có việc làm chống lại mục tiêu trên lục địa của châu Âu.
Họ là một phần trong phạm vi của cái gọi là Wunderwaffen (tiếng Anh: superweapons hoặc nghĩa là 'wonderweapons') của Đức quốc xã.

## Phát triển
Sớm nhất là 28 tháng 6 năm 1940, một vụ đánh bom khủng bố lý do đã tiến cho những A4 (V-2 tên lửa) được phát triển tại một cuộc họp giữa cần Quân đội Trưởng, Emil Nghiệm và chỉ Huy Trưởng của quân đội Đức, Walther von Brauchitsch. Sau sự thất bại tương đối của Baedeker Cuộc tấn công vào nước Anh trong năm 1942 phát triển của cả hai bay ném bom và tên lửa tăng tốc với Anh chỉ định là mục tiêu. ngày 29 tháng chín, năm 1943, Albert Quân công khai hứa sẽ trả thù chống lại hàng loạt vụ đánh bom của thành phố của đức bởi một vũ khí bí mật.' Sau đó chính thức 24 tháng sáu, 1944 Reich Bộ Tuyên truyền thông báo của "Vergeltungswaffe 1" hướng dẫn tên lửa ngụ ý đó sẽ là một vũ khí như vậy. Sau khi đầu tiên hoạt động A-4 khởi động vào tháng chín, 1944, tên lửa đã đổi tên thành V-2. (mặc dù không ai biết chính xác ai đánh nó tên này). Tuy nhiên, loại V-2, hoạt động hướng dẫn sử dụng phân phối để bắn pin vẫn tiếp tục để sử dụng chiếc A-4 tên cho các tên lửa.:80

## V-vũ khí tấn công vào nước Anh 1944-45

### V-1

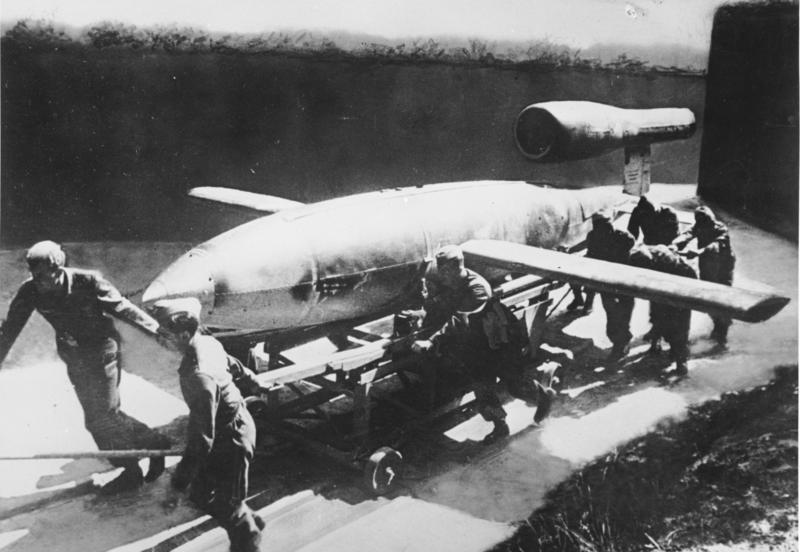
Một V-1 được lăn ra

Bắt đầu vào tháng năm 1943, khởi động các cho các V-1 đã được xây dựng ở miền Bắc nước Pháp, dọc theo bờ biển từ Calais để Le Havre. Ném bom tấn công trên những trang web của đồng Minh lượng không quân chỉ được một phần thành công và bởi tháng sáu, 1944, họ đã sẵn sàng hành động. Nhắc bởi bộ Normandy của ngày 6 tháng sáu, vào buổi sáng, ngày 13 tháng sáu, 1944, đầu tiên bay V-1 quả bom tấn công được thực hiện trên London. Mười tên lửa đã được đưa ra số đó bốn đến Anh. Việc đầu tiên của những ảnh hưởng gần Swanscombekhông gây thương vong. Tại kensington, tuy nhiên, một cây cầu đã phá hủy và sáu người chết và chín bị thương. Sau 15 các cuộc tấn công thành trì tốc độ khoảng 100 một ngày. Với cuộc tấn công đầu tiên Anh đưa họ trước khi lên kế hoạch Hoạt động thợ Lặn (sau khi họ tên mã là "thợ Lặn" được sử dụng cho các V-1) vào hành động.
Ù âm thanh của V-1, xung động cơ phản lực đã được so sánh bằng một số "một chu kỳ động cơ ở xấu chạy trật tự". Như nó đạt được mục tiêu của mình, và lặn, những âm thanh của động cơ đẩy lắp bắp và cắt ra, tiếp theo là một kỳ lạ im lặng trước khi tác động là khá đáng sợ, mặc dù sự im lặng cũng là một cảnh báo để tìm nơi trú ẩn (sau V-1s đã được sửa chữa, để có được-điện dự định lặn). ít nhất một doanh nghiệp ở London quảng cáo làm thế nào một cách nhanh chóng một người có thể truy cập vào một nơi trú ẩn gần đó. Mặc dù vậy, có mây và mưa điều kiện của tháng sáu và ngày hỗ trợ hiệu quả của các vũ khí và thương vong cao. Bởi cuối tháng tám một triệu rưỡi người đã rời London và tỷ lệ làm việc sản xuất và bị ảnh hưởng. Bởi cuối mùa hè và mùa thu, tuy nhiên, ngày càng có hiệu quả đối phó với V-1 đã được thực hiện và mọi người bắt đầu trở về London.
Tổng cộng 9,251 V-1s đã được bắn vào mục tiêu ở vương quốc Anh, với phần lớn nhắm vào London, 2,515 đạt những thành phố, giết chết 6,184 dân thường và bị thương 17,981. Croydon về phía nam trên đường bay của các V1s khó chịu lấy 142.

### V-2

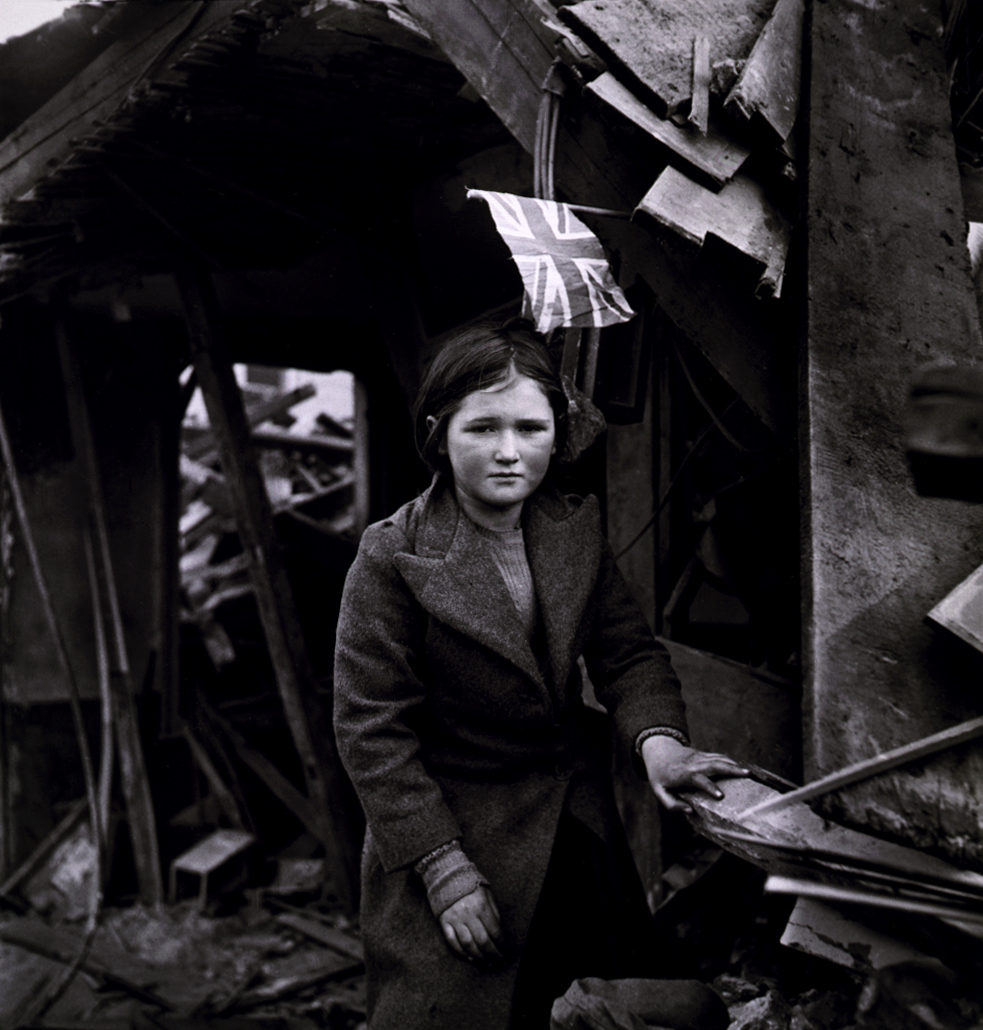
Hậu quả của V-2 tấn công ở Battersea, London (27 tháng giêng, 1945)

V-2 phóng tên lửa trang web đã được thành lập bởi những người Đức xung quanh The Hague ở hà Lan vào ngày 6 tháng chín 1944. Đầu tiên đã được đưa ra từ đây chống lại London vào ngày 8 tháng chín 1944 và lấy một ước tính 5 phút để bay 200 dặm từ the Hague tới London, nơi nó xảy ra lúc 6.43 chiều ngày 8 tháng chín trên Chiswick gây mười ba thương vong. Như V2 vụ nổ đến mà không báo chính phủ ban đầu đã cố gắng để che giấu nguyên nhân của họ bằng cách đổ tội cho họ trên lỗi khí nguồn điện. Tuy nhiên, công là không bị lừa và sớm bắt đầu mỉa mai đề cập đến V-2 là "Bay ống dẫn khí".
Bởi ngày tấn công thành trì. Một đặc biệt tấn công tàn phá được vào ngày 25 tháng năm 1944, khi một V-2 phát nổ tại the Woolworth cửa hàng ở New Đường Chéo (đánh dấu bằng một bám trên trang web bây giờ chiếm bởi một Iceland siêu thị) giết 168 người bị thương, 121. Chặn các siêu âm V-2 tên lửa trong chuyến bay chứng minh hầu như không thể và các biện pháp truy cập, như vụ đánh bom các trang web khởi động, được khá không hiệu quả. Duy trì bắn phá tiếp tục cho đến Tháng ba năm 1945. Cuối cùng tên lửa đến vào ngày 27 Tháng ba năm 1945, với một trong số họ giết 134 người và làm bị thương 49 khi nó nhấn một khối căn hộ trong dự trữ.
1,115 V-2 đã được bắn vào các Vương quốc Anh. Phần lớn họ đều nhằm vào London, mặc dù khoảng 40 mục tiêu (và bỏ lỡ) Norwich. Họ đã giết một ước tính 2754 người ở London với một 6,523 bị thương. Thêm một 2,917 dịch vụ nhân viên đã bị giết như là một kết quả của sự V vũ khí chiến dịch. Kể từ khi V-2 là siêu thanh và không thể nghe (và hiếm khi nhìn thấy) như nó tiếp cận mục tiêu của nó tâm lý hiệu "phải chịu đựng so với V-1."
V-vũ khí tấn công kết thúc Tháng năm 1945, với các tác V-2 hạ cánh ở Kent vào Ngày 27 và cuối cùng V-1 hai ngày sau đó. Ở điều khoản thương vong hiệu ứng của họ đã được ít hơn nhà phát minh của họ hy vọng hoặc nạn nhân của họ sợ, mặc dù những thiệt hại cho tài sản đã được mở rộng với 20,000 nhà một ngày bị hư hỏng ở đỉnh cao của cuộc chiến dịch, gây ra một cuộc khủng hoảng nhà ở đông nam Anh vào cuối năm 1944 và đầu năm 1945.
Sự tồn tại kinh dị của V-2 tấn công vào London là chủ đề của Thomas Pynchon's tiểu thuyết Hấp dẫn của cầu Vồng.

### V-3
Các V-3 pháo, cũng được thiết kế để cháy trên London, không bao giờ được dùng cho mục đích này do cuộc tấn công của đồng Minh trên khởi động phương tiện, đặc biệt là pháo đài của Mimoyecques, và tấn công ở bắc Âu năm 1944, tràn ngập những trang web khởi động. Do đó, sử dụng của nó đã được chuyển hướng, trong mùa đông năm 1944, để bắn phá Luxembourg, với kết quả tối thiểu.

## Cũng nhìn thấy
- Peenemünde
- Hoạt động Hydra (1943)
- Hoạt động Nhất III
- Hoạt động Nỏ